# 西竖镇
西竖镇是中国河北省邢台市临城县下辖的一个镇。

## 沿革
西竖镇的前身是1958年设立的西竖公社，1985年改区划类型为乡，2004年撤乡设镇。

## 游览胜地

### 西竖水库
西竖水库位于中国河北省邢台市临城县西竖镇，是以防洪为主，结合灌溉、發電、水产养殖等功能的大（二）型水库。始建于1958年，由临城、内丘、隆尧、柏乡四县合并为内丘县时动用3万民工历时两年修筑而成。原名三岐水库，1963年改名为临城水库，1990年后又称为岐山湖，因位于西竖镇，所以也被称为西竖水库。

### 崆山白云洞
崆山白云洞是一座天然的喀斯特地形溶洞，形成于距今5亿年前的寒武纪。2014年成为中国国家AAAA级景区。

### 天台山 (临城县)
天台山位于崆山白云洞附近，是中国国家AAAA级景区。

## 行政区划
西竖镇下辖西竖村、东柏畅村、西柏畅村、彭家泉村、乱木村、南三岐村、东竖村、山南头村、瓮城村、上中皋村、北中皋村、南中皋村、东菅等村、西菅等村、程阳村、北沟村、水峪村、下峪村、后砚台村、前砚台村、屯院村、北灰山村、中灰山村、南灰山村、北三岐村。
1. ↑  .   [2021年8月6日]. （原始内容存档于2021年8月6日）.
2. ↑  .   [2021年8月6日]. （原始内容存档于2021年8月6日）.